# Eparchie Sokal-Žovkva
Sokalsko-žovkevská eparchie ((latinsky) Eparchia  Socaliensis-Zhovkviensis, (ukrajinsky) Сокальсько-Жовківська єпархія Української греко-католицької церкви) je eparchií Ukrajinské řeckokatolické církve se sídlem ve Sokalu, kde se nachází katedrála svatých Petra a Pavla. Je sufragánní vůči Lvovské ukrajinské archieparchii.

## Historie
Eparchie Sokal byla zřízena v roce 2000. Území diecéze bylo vzato z území Lvovské ukrajinské archieparchie, při zřízení byla eparchie stryjská její sufragánní diecézí, ale v letech 2005 - 2011 byla Stryj sufragání k archieparchii kyjevské, pak se vrátila do lvovské provincie. Od roku 2006 má své současné jméno.